# Gewöhnliche Schuppenwurz

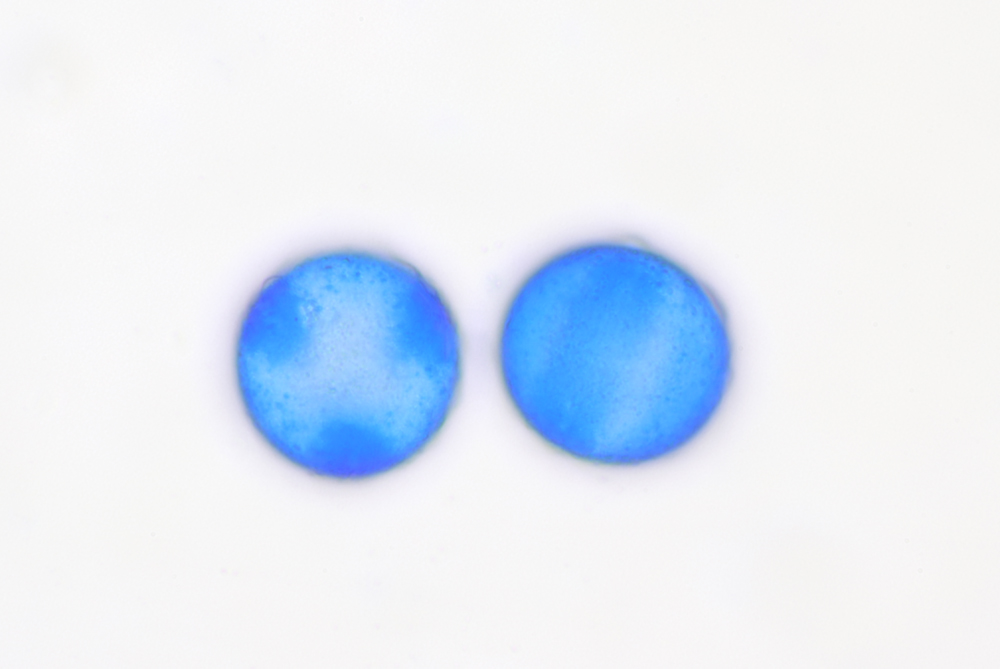
Lathraea squamaria, Pollen, gefärbt

Die Gewöhnliche Schuppenwurz (Lathraea squamaria), auch Aufrechte Schuppenwurz, ist eine Pflanzenart aus der Gattung der Schuppenwurzen (Lathraea) in der Familie der Sommerwurzgewächse (Orobanchaceae).

## Beschreibung

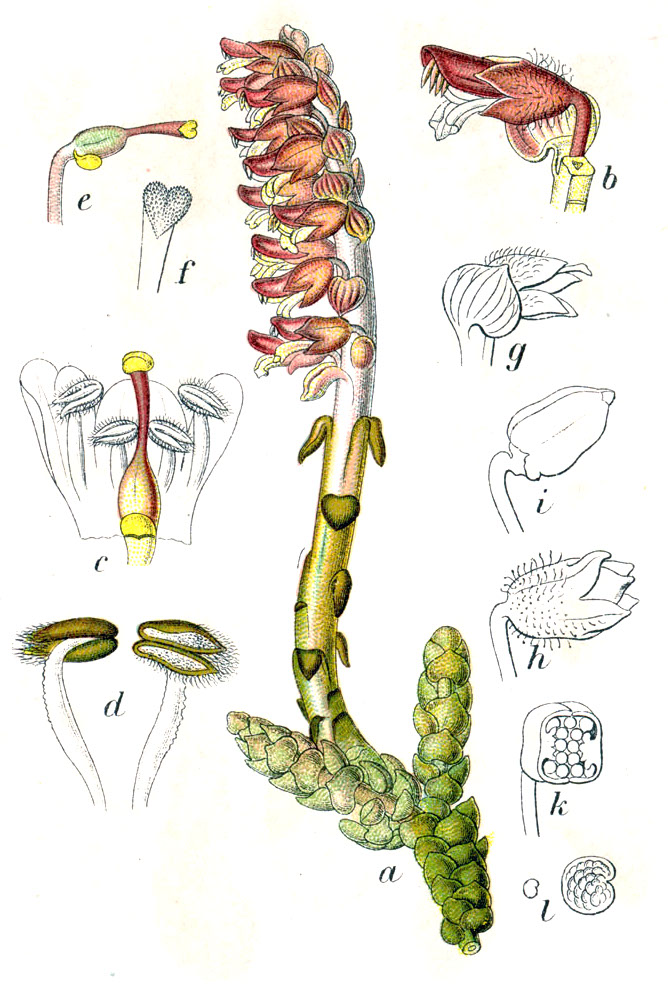
Schuppenwurz (Lathraea squamaria), Illustration

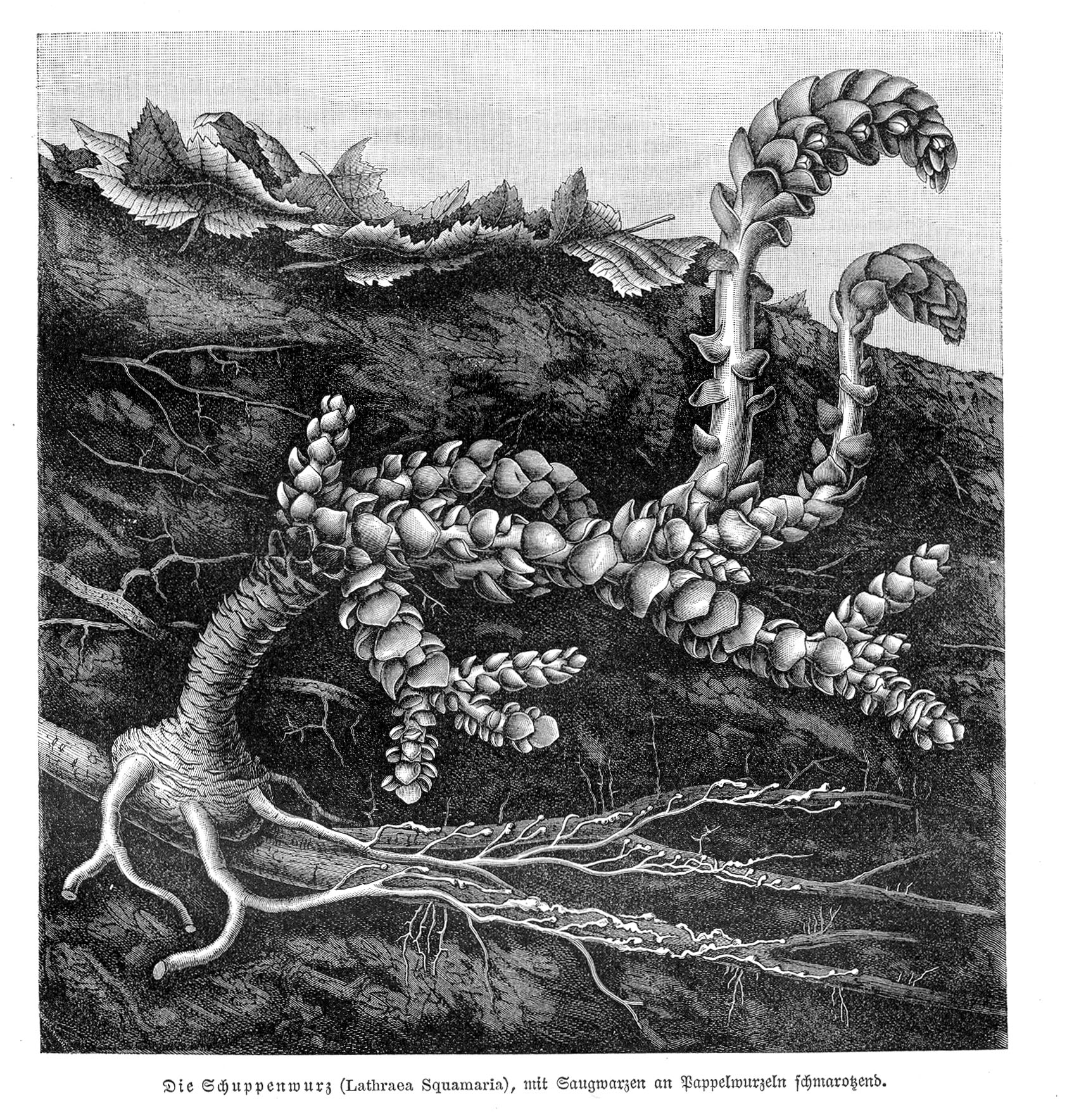
Vollständige Pflanze, Illustration

Die Gewöhnliche Schuppenwurz ist eine ausdauernde, krautige, fast chlorophyllfreie Schmarotzerpflanze, die oberirdisch einen etwa 10–30 cm hohen Spross ausbildet.
Die Blüten sind trübrosa bis -lila gefärbt und in einer einseitswendigen übergebogenen Traube angeordnet.
Unterirdisch bildet sie ein reich verzweigtes, bis zu 2 m langes Rhizom aus, das ein Gewicht von bis zu 5 kg erreichen kann. Das Rhizom ist mit fleischigen stärkereichen Schuppen besetzt, die umgewandelte Niederblättchen mit Speicherfunktion darstellen.
Das Rhizom besitzt zudem kleine Saugorgane (Haustorien), mit denen die Pflanze in das Gewebe von Bäumen oder anderen Wirtspflanzen eindringt und dort deren Saft saugt.
Da die Schuppenwurz keine Blätter ausbildet, fehlt der Transpirationssog, der die Assimilate von der Wurzel in die oberen Teile der Pflanze saugt. Der Stängel besitzt deshalb spezielle Wasserdrüsen (Hydathoden), die das Wasserpotential zwischen Wirt und Parasit aufrechterhalten, indem sie aktiv Wasser ausscheiden oder aufnehmen.
Die Chromosomenzahl der Art ist 2n = 36 oder 42.

## Vorkommen
Die Schuppenwurz blüht von März bis April direkt nach der Schneeschmelze, wenn die Wirtsbäume gerade mit dem Wassertransport beginnen. Jedoch kommt es erst im Alter von etwa 10 Jahren zu einer Blühreife. Die Schuppenwurz kommt in ganz Deutschland zerstreut vor und ist vereinzelt auch in anderen Teilen Europas und West-Asiens zu finden. Sie ist in Mitteleuropa eine Querco-Fagetea-Klassencharakterart.
In den Allgäuer Alpen steigt sie in Vorarlberg auf der Vorderen Üntschenalpe bei Schoppernau bis zu 1550 m über Meereshöhe auf, in Nordtirol und in Frankreich bis 1600 m, in den spanischen Pyrenäen bis 1400 m.

## Systematik
Man kann zwei Unterarten unterscheiden:
- Lathraea squamaria L. subsp. squamaria
- Lathraea squamaria subsp. tatrica Hadač: Sie kommt in Deutschland, in Polen und in der Slowakei vor.[7]

## Ökologie

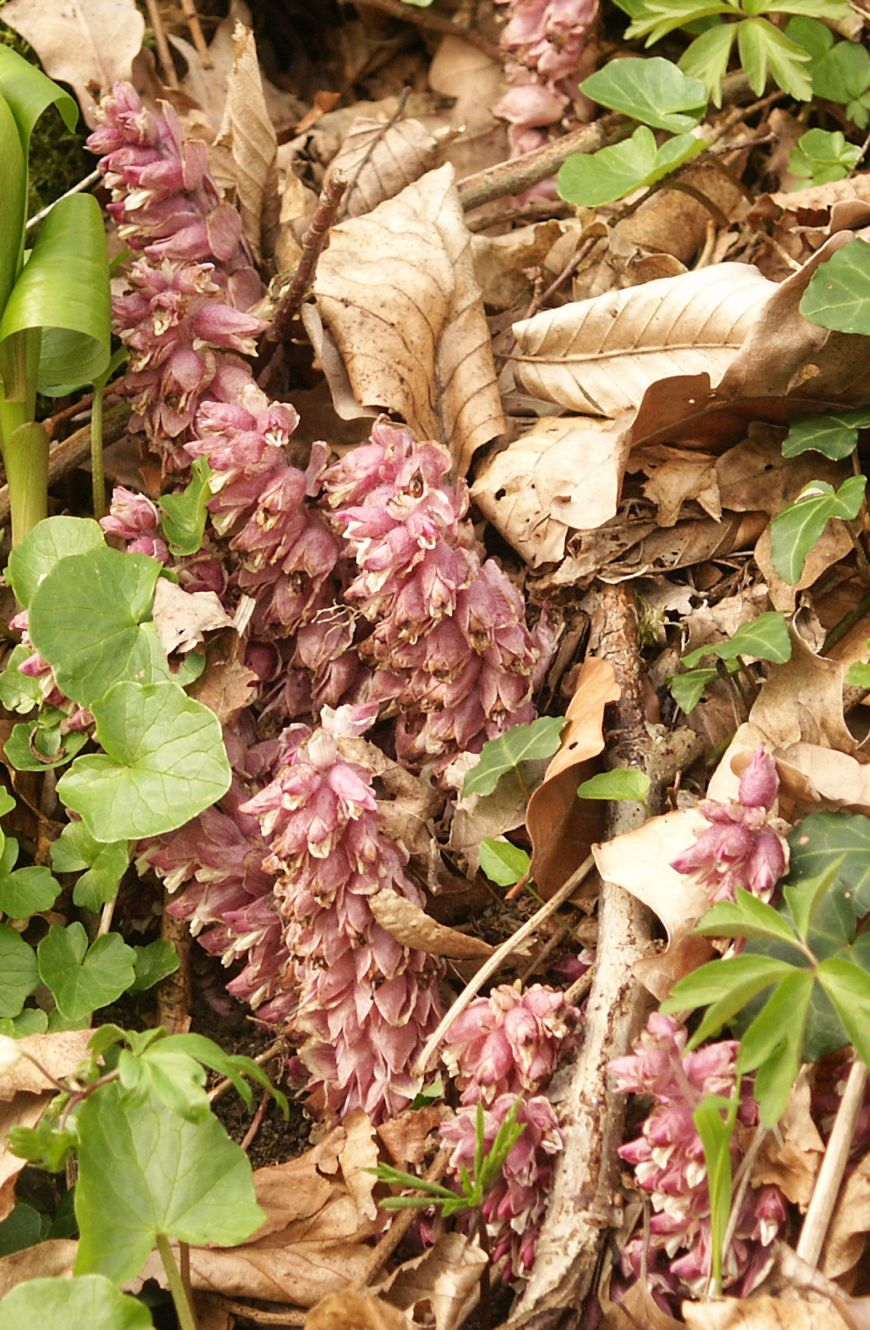
Schuppenwurz (Lathraea squamaria)

Die Schuppenwurz ist ein Geophyt und überdauert den Winter über ihr reich verzweigtes Rhizom. Sie ist ein Vollschmarotzer  (Holoparasit) und wird zu den Blutungssaftschmarotzern (Xylemparasiten) gezählt, da sie einen Sonderstatus unter den Holoparasiten einnimmt, indem sie den Pflanzensaft aus dem Xylem der Wirte anzapft und nicht wie sonst ausschließlich das Phloem angezapft wird. Normalerweise ist das Xylem der Wirtspflanzen, welche fast immer Bäume sind, verholzt. Da im Frühjahr das Xylem der Bäume jedoch mit organischen Verbindungen und Pflanzensäften durchtränkt ist, ermöglicht das der Schuppenwurz, im Frühjahr aufzublühen. Sie parasitiert vornehmlich an Haseln, Erlen, Pappeln, Weiden und Buchen.
Bestäuber sind Insekten, vor allem Hummeln und (Honig-)Bienen. Nicht selten werden die vorweiblichen (proterogynen) Blüten auch durch den Wind bestäubt (Anemophilie). In ungünstigen Jahren können die Blüten sich auch unterirdisch bilden. Hier kann es dann zur Bestäubung kommen, ohne dass sich die Blüten öffnen (Kleistogamie). Der Fruchtansatz ist stets sehr hoch, fast alle Blüten entwickeln sich zu Früchten.
Die langlebigen Samen müssen näher als 1 cm an der Wirtswurzel liegen, um auskeimen zu können. Sie werden zumeist durch Wind, Wasser oder durch Ameisen ausgebreitet.

## Etymologie
Der deutsche Name leitet sich von den fleischigen, weißlichen, stärkehaltigen Speicherschuppen am Rhizom ab. Das botanische Artepitheton squamaria bezieht sich ebenfalls auf die Schuppen (lateinisch squama 'Schuppe'). Der Gattungsname weist darauf hin, dass die Pflanze oft weitgehend im Boden verborgen (griechisch lathraios 'verborgen') ist.